# TOB1
TOB1 es una proteína codificada en humanos por el gen tob1.
TOB1 pertenece a la familia de proteínas anti-proliferativas tob/btg1, cuyos miembros se caracterizan por poseer la capacidad de regular la proliferación celular. Cuando TOB1 es expresado exógenamente, suprime el crecimiento celular en tejidos en cultivo. La proteína sufre fosforilación por una serina/treonina quinasa S6 ribosomal. La interacción de esta proteína con el producto del oncogén de la leucemia viral eritroblástica v-erb-b2 interfiere con la supresión del crecimiento. TOB1 inhibe la proliferación de linfocitos T y la transcripción de citoquinas y ciclinas. La proteína interacciona con SMAD2 y SMAD4 para potenciar sus actividades de unión al ADN. Esta interacción inhibe la transcripción de la IL-2 en células T.

## Interacciones
La proteína TOB1 ha demostrado ser capaz de interaccionar con:
- MARCKS[4]
- RPS6KA1[5]
- CNOT7[6][7]
- MAPK1[8]
- MAPK9[8]